# Wieża St. Julians
Wieża St. Julian (malt. Torri u Batterija ta’ San Ġiljan, ang. St Julian’s Tower and Battery) – jedna z trzynastu małych umocnionych kamiennych wież obserwacyjnych zbudowana za czasów wielkiego mistrza Kawalerów maltańskich Martin de Redin zbudowana na wyspie Malta. Wieże zostały zbudowane pomiędzy rokiem 1658 a 1661. Każda z wież znajduje się w zasięgu wzroku z sąsiedniej i służyły jako wieże komunikacyjne pomiędzy Gozo i Wielkim Portem, oprócz funkcji obserwacyjno-ostrzegawczych przed piratami pełniły funkcje obronne.
Wieża St. Julian została zbudowana w latach 1658 roku jako jedna z 13 wież, jest usytuowana na brzegu morza w miejscowości St. Julian’s w gminie Sliema na północno-zachodnim wybrzeżu Malty. Strzeże wejścia do zatoki St Julian’s Bay. Leży na wschód od wieży Madliena i na zachód od wieży Triq il-Wiesgħa. Posiada dwie kondygnacje. Górna z niewielkimi oknami oraz pierwotnymi drzwiami wejściowymi służyła jako pomieszczenie mieszkalne dla załogi, natomiast dolna pozbawiona okien i drzwi służyła jako magazyn żywności i broni dla załogi. Niewielka spiralna klatka schodowa, prowadząca z pierwszego pięta na dach wieży, została umieszczona wewnątrz ściany wieży. Strop dachu otoczony jest murkiem, parapetem z otworami strzelniczymi. Pierwotne wejście do wieży znajdowało się na poziomie pierwszego piętra od strony lądu i było dostępne tylko poprzez specjalną drabinę, okno obserwacyjne znajdowało się po przeciwnej stronie wieży. W latach 1715–1716, podobnie jak kilka innych, wieża St. Julien została wyremontowana i przebudowana. Dobudowano wówczas półkolistą baterię od strony morza. Pierwotnie bateria była otoczona murem z otworami strzelniczymi, obecnie mur już nie istnieje. Podobnie nie zachował się murek z otworami strzelniczymi okalający dach.
W XVIII wieku oraz w czasie II wojny światowej obiekt służył jako posterunek obserwacyjny armii brytyjskiej.
Wieża jest własnością Rządu Malty i wydzierżawiona osobie prywatnej. Wraz z baterią jest użytkowana jako restauracja na świeżym powietrzu. Została wpisana na listę National Inventory of the Cultural Property of the Maltese Islands pod numerem 01383.